# M/S Viking ADCC
M/S Viking ADCC var projektnamnet för en kryssningsfärja som den 29 januari 2007 beställdes av Viking Line för att sättas in på trafik mellan Mariehamn–Kapellskär. Efter kraftiga förseningar vid det spanska varvet Astilleros de Sevilla annullerade Viking Line kontraktet 2010.
Nybyggets namn ADCC kommer från termen All seasons Day Cruising and Commuting  (sv. Dagkryssningar och pendel för alla årstider). Kölsträckningen ägde rum den 6 maj 2008. Efter leveransförseningar sade Viking Line upp kontraktet den 8 februari 2010. Det blev tvist om återbetalningen av förskotteringarna. Tvisten löstes till Viking Lines förmån under hösten 2011. Astilleros de Sevilla gick i konkurs och likvidationen av konkursboet där det påbörjade skrovet fanns kvar förväntades att vara slutfört i slutet på 2012.
Skrovet låg kvar vid varvet till  2013 varefter det såldes till Factorias Vulcano i Vigo för färdigställande. Det sjösattes i maj samma år och bogserades till Vigo.
I slutet av april 2017 skrev rederiet Trasmediterránea kontrakt med varvet om färdigställande till säsongen 2018, men arbetet försenades delvis på grund av varvets ekonomiska situation. Fartyget levererades slutligen den 27 juni 2019 och sattes in på rutterna Motril–Nador och  Motril–Al Hoceima under namnet Villa de Teror.
Den 16 september 2020 meddelade de kanadensiska myndigheterna att de hade köpt fartyget för 155 miljoner dollar och skulle sätta in henne på en rutt mellan Souris, Prince Edward Island och Cap-aux-Meules från sommaren 2021 under namnet Madeleine II.  
M/S Viking ADCC var specialanpassad för trafiken mellan Kapellskär–Mariehamn. Överfartstiden beräknades till två timmar och fartyget skulle kunna trafikera rutten även vid svåra is- och väderförhållanden. I den förliga delen av fartyget skulle det bland finnas annat ett kafé med panoramafönster mellan två däck.

## Källhänvisningar
1. ↑  ”Sjöfartstidningen - Före detta Viking Line-nybygge sjösatt”. Arkiverad från originalet den 4 mars 2016. https://web.archive.org/web/20160304032425/http://www.sjofartstidningen.se/fore-detta-viking-line-nybygge-sjosatt/. Läst 6 mars 2016.
2. ↑  ”Fakta om fartyg M/S Viking ADCC”. Arkiverad från originalet den 25 maj 2012. https://archive.is/20120525071938/http://www.faktaomfartyg.nu/viking_adcc_2009.htm.
3. ↑  Viking Line Börsmeddelande 8 februari 2010 Arkiverad 5 januari 2009 hämtat från the Wayback Machine.
4. ↑  ”Viking Line Viking Lines nya fartyg kölsträckt på varv i Spanien”. Arkiverad från originalet den 29 december 2017. https://web.archive.org/web/20171229153659/http://www.mynewsdesk.com/se/vikingline-sverige/pressreleases/viking-lines-nya-fartyg-koelstraeckt-paa-varv-i-spanien-213199. Läst 29 december 2017.
5. ↑  Ålands Sjöfart Viking får pengar från Spanien
6. ↑  ”europapress.es Los astilleros de Sevilla cierran este sábado tras casi 60 años de actividad”. Arkiverad från originalet den 1 februari 2012. https://web.archive.org/web/20120201154113/http://www.larazon.es/noticia/2375-los-astilleros-de-sevilla-cierran-este-sabado-tras-casi-60-anos-de-actividad. Läst 11 januari 2025.
7. ↑  Yle Nyheter Viking ADCC byggs inte färdig - avtalet sades upp
8. ↑  Astilleros de Sevilla echa el cierre al último sueño de la autarquía franquista. El Mundo, 1 January 2012. Läst 2025-01-11
9. ↑  Före detta Viking Line-nybygge sjösatt. Sjöfarts Tidningen, 29 maj 2013. Läst 2025-01-12
10. ↑  Trasmediterránea cuenta con el ferri de Vulcano para la temporada alta de 2018. Faro De Vigo, 30 April 2017. Läst 2025-01-11
11. ↑  Las mil fechas del ferri de Vulcano. Faro De Vigo, 27 June 2019.
12. ↑  ”Government of Canada to acquire interim replacement for the MV Madeleine ferry”. gcnws. Public Services and Procurement Canada. 2 juli 2020. https://www.canada.ca/en/public-services-procurement/news/2020/07/government-of-canada-to-acquire-interim-replacement-for-the-mv-madeleine-ferry.html. Läst 11 januari 2025.